# Andrij Bakłan
Andrij Jakowycz Bakłan (ukr. Андрій Якович Баклан, ros. Андрей Яковлевич Баклан, Andriej Jakowlewicz Bakłan, ur. 10 lipca?/23 lipca 1917 w Kalinowce w obwodzie mikołajowskim, zm. 20 maja 1985 w Pskowie) – radziecki lotnik wojskowy narodowości ukraińskiej, pułkownik, Bohater Związku Radzieckiego (1942).

## Życiorys
Urodził się w ukraińskiej rodzinie chłopskiej. Jego starsi bracia zginęli podczas wojny ukraińsko-sowieckiej. Gdy miał 14 lat, podczas wielkiego głodu przeniósł się do Mikołajowa, gdzie uczył się w szkole uniwersytetu fabryczno-zawodowego, po ukończeniu której pracował w warsztacie, jednocześnie uczył się skoków spadochronowych i pilotażu w aeroklubie, który ukończył w 1936. Od 1938 służył w Armii Czerwonej, ukończył wojskową szkołę lotniczą w Odessie, 1939-1940 uczestniczył w wojnie z Finlandią na Przesmyku Karelskim jako lotnik 49 pułku lotnictwa szturmowego w stopniu porucznika, wykonując ok. 40 lotów bojowych i atakując fińskie wojska. Za udział w tej wojnie otrzymał Order Czerwonego Sztandaru. Latem 1940 wraz z 49 pułkiem myśliwskim został skierowany na Łotwę, gdzie kilka miesięcy później rozpoczął kursy przysposobienia dowódców kluczy, od czerwca 1941 brał udział w wojnie z Niemcami. 23 czerwca 1941 niemal zginął w ataku Messerschmittów na lotnisko, w lipcu 1941 podczas ataku na lotnisko w Nowogrodzie Siewierskim odniósł swoje pierwsze zwycięstwo w walce powietrznej. Walczył na Froncie Południowo-Zachodnim i Stalingradzkim, brał udział w bitwie pod Stalingradem. Do października 1942 wykonał 400 lotów bojowych, w tym 57 szturmowych. Później został szturmanem (nawigatorem) pułku lotnictwa myśliwskiego, a krótko potem dowódcą eskadry, walczył na 3 Froncie Nadbałtyckim. Podczas wielkiej wojny ojczyźnianej wykonał ponad 700 lotów bojowych, strącił osobiście 22 i w grupie 23 samoloty wroga. Wojnę z Niemcami zakończył w stopniu majora, później został skierowany na Daleki Wschód, gdzie wziął udział w wojnie z Japonią. Po wojnie dowodził pułkiem lotniczym, w 1952 ukończył Akademię Wojskowo-Powietrzną, 1957-1963 pracował jako wykładowca w szkole lotniczej, w 1963 został zwolniony do rezerwy w stopniu pułkownika. Później był szefem wydziału obwodowego zarządu łączności, zajmował się też pracą społeczną i spotykał się z młodzieżą, napisał wspomnienia.

## Odznaczenia
- Złota Gwiazda Bohatera Związku Radzieckiego (23 listopada 1942)[1]
- Order Lenina (dwukrotnie)
- Order Czerwonego Sztandaru
- Order Suworowa III klasy
- Order Wojny Ojczyźnianej I klasy
- Order Czerwonej Gwiazdy

I medale.